# ياسر الزيات
ياسر الزيات

كاتب وصحفي وشاعر مصري وُلد في مدينة طما بمحافظة سوهاج، وتخرج في قسم اللغة الانجليزية في كلية اداب سوهاج، عمل رئيسا لتحرير مؤسسة أريج سابقا، واستقال منها عام 2017

## مسيرته المهنية
عمل ياسر الزيات في مجال الصحافة بدءاً من عام 1988، كمحرر في مجلة الإذاعة والتليفزيون المصرية، ثم عمل باللعديد من الصحف والمجلات والمواقع الإلكترونية المحلية والعربية في كل من مصر، والمملكة العربية السعودية، والإمارات العربية المتحدة قبل انتقاله إلى هولندا للعمل كرئيس لتحرير القسم العربي في إذاعة هولندا العالمية، كما عمل كمدرب واستشاري لدى العديد من المنظمات الدولية المهتمة ببناء قدرات الصحفيين وتطوير المؤسسات الصحفية، وساعده ذلك على معرفة أوضاع الصحافة في الكثير من الدول العربية.

## مؤلفاته
ألف ياسر الزيات عددا من الدواوين الشعرية، ومنها:
- أحسد الموتى (شعر): صدر عام 2008 عن دار الدار للنشر والتوزيع بالقاهرة، ويتضمن الديوان 23 قصيدة نثرية.[2][3]
- دمي ملوث بالحب (شعر): صدر عام 2011 عن دار النهضة العربية ببيروت.[4]
- خوف الكائنات (شعر): صدر عام 2018 عن دار منشورات المتوسط للنشر والتوزيع بالقاهرة.[5][6]

- طفولتي الموجزة (شعر): صدرت عام 2019 عن دار ميريت للنشر والتوزيع بالقاهرة.[7][8]